# Anisodes nebulifera
Anisodes nebulifera là một loài bướm đêm trong họ Geometridae.